# Yaratullah Monturiol i Virgili
Yaratullah Monturiol i Virgili (Barcelona, 1961) és una islamòloga i exegeta catalana que forma part del Consell Assessor per a la Diversitat Religiosa de la Generalitat de Catalunya.
Va néixer en una família catòlica barcelonina (el seu prenom de naixement és Maria Isabel) i als vint-i-quatre anys es va convertir a l'islam. El 1994 va començar a impartir conferències sobre islam, dona, espiritualitat, diàleg interreligiós i interculturalitat.
Va dirigir el 1r Congrés de Dones Musulmanes, celebrat a Barcelona el 1999, organitzat per l'Associació Cultural Insha'Allah (1999) i el 1r Congrés de Feminisme Islàmic, celebrat també a Barcelona l'octubre de 2005, que va reunir dones musulmanes de diversos països per debatre la interpretació masclista esbiaixada dels textos sagrats islàmics.
És autora de llibres i articles, i ha participat també en obres col·lectives. Alguns dels seus llibres són: Dones a l'Islam. Autodeterminació (Ed. Trabucaire, 2008, ISBN 978-2-84974-081-1), El tiempo de la Baraka (amb Abdelmumin Aya; ed. Almuzar, ISBN 978-84-16100-46-0), La muerte y el más allá en la cultura islámica (Ed. Dilema, 2018, ISBN 978-84-9827-449-3). Va col·laborar en l'edició del Diccionario de las tres religiones: Judaísmo, Cristianismo, Islam (ISBN 978-84-8169-921-0) i va coordinar, amb Teresa Costa, una Antologia de poesia espiritual femenina (March editor, 2007).